# Spegeln, Göteborg
Spegeln var en biograf på Kungsportsavenyen 14 i Göteborg, som öppnade 26 april 1940 och stängde 11 december 1989.
Idag finns Burger King i lokalerna.